# 음력 3월 28일
음력 3월 28일은 음력 3월의 28번째 날이다.

## 문화
- 2002년 - 대구 도시철도 1호선 대곡역 ~ 진천역 구간 개통.

## 탄생
- 1994년 - 대한민국의 양궁 선수 전훈영.

## 같이 보기
- 음력 360일: 1월 2월 3월 4월 5월 6월 7월 8월 9월 10월 11월 12월
- 전날:3월 27일 다음날:3월 29일 - 전달:2월 28일 다음달:4월 28일
- 양력:3월 28일
- 음력, 윤달